# Andrij Volodimirovics Pohrebnyak
Andrij Volodimirovics Pohrebnyak (ukránul: Андрій Володимирович Погребняк) (Kijev, 1988. február 11. –) Európa-bajnoki bronzérmes ukrán tőrvívó.